# Lalla Chadidža
Princezna (lalla) Chadiža Marocká (* 28. února 2007 Rabat) je mladší dítě Muhammada VI. Marockého a jeho manželky, princezny lally Salmy. Princezna Chadidža má staršího bratra korunního prince Mulaja Hassana.
Na počest jejího narození udělil Muhammad královskou milost několika tisícům odsouzeným. Chadiža se svou matkou lallou Salmou v červnu 2009 navštívila Tunisko.